# Zygaspis ferox
Zygaspis ferox — вид плазунів з родини амфісбенових (Amphisbaenidae). Ендемік Зімбабве.

## Поширення і екологія
Zygaspis ferox мешкають в горах Східного Нагір'я на сході Зімбабве, на території заповідника Чірінда та в деяких сусідніх районах. Вони живуть в залишках вологих тропічних лісів, у глинистих ґрунтах.

## Збереження
МСОП класифікує цей вид як такий, що перебуває під загрозою зникнення. Zygaspis ferox загрожує знищення природного середовища.